# Lípa (Zlín)
Lípa (in tedesco Lippa) è un comune della Repubblica Ceca facente parte del distretto di Zlín, nella regione di Zlín.